# XCOM 2
《幽浮2》是由Firaxis Games開發並由2K Games發行於Microsoft Windows、OS X、Linux、PlayStation 4和Xbox One平台的回合制戰略遊戲，是2012年的《XCOM：未知敵人》的續作。作品的時間設於前作的20年後，一個試圖擊退外星生命的軍事組織遭到打敗，但他們卻是防止他們侵占地球的最後防線。

## 遊戲玩法

《XCOM 2》的遊戲截圖，圖中可見一位玩家角色正從角落窺探敵情

與前作一樣，玩家會在《XCOM 2》中飾演同一軍事組織的指揮官，而這次的任務內容為抵抗佔領了地球的外星人，而玩家管理的地方則名叫「復仇者」（Avenger），XCOM的新移動基地。在遊戲中，玩家的任務是向隊伍成員發出與外星人打仗的命令，同時在任務期間督率工程和研究部門工作以製作或改進有助於戰鬥的工具、武器和技術。遊戲中玩家需要管理士兵，且每個士兵都分屬一個職業，每個職業都有自己的技能樹和能力，例如，擲彈兵可以使用爆破器材和榴彈發射器，而游俠則可裝備近戰武器。玩家亦可在復仇者基地升級自己的裝甲和武器。每個任務的環境都會被該地的狀況影響，而地圖都是以隨機形式生成的，且有不同的地形和建築物。《XCOM 2》同時也支持模組。玩家可以自行創建戰役、班和敵人類型，並可以通過Steam Workshop與其他人共享。另外，前作《XCOM：未知敵人》中存在的一對一多人模式亦被繼承進《XCOM 2》內，同時亦有新的敵人被加進遊戲中，例如新派別的部隊「ADVENT」和更多如「蝰蛇」（Viper）的外星敵人。
在大多數的任務中，玩家的小隊都會潛伏在暗處，不會被敵人發現，玩家在其期間可以部署他的部隊戰鬥或策動伏擊。戰鬥過後，玩家可以掠奪敵人屍體的遺物，從而獲得武器，升級零件和加工品。玩家還可以駭進敵人的電子武器（如炮塔等），並在一段時間內據為已用或關閉它。在遊戲中，如果角色士兵死去而玩家認為需要中止任務時，他可以取回士兵的屍體以保存裝備。同樣的，若某個士兵遭到重創，玩家亦認為有必要放棄任務時，他可以控制未受傷的士兵帶離負傷的士兵到地圖外復元。因為有大量「打帶跑」任務的關係，《XCOM 2》的任務會比前作快上許多，玩家往往需要匆忙完成任務後立即返回撤離點。這包括外星人UFO對復仇者的半隨機攻擊，萬一失敗則自動輸掉遊戲。《XCOM 2》的任務結構不同於系列的其他遊戲，原因主要是首次被加入的分支任務。後援亦在遊戲中起更大的作用，取決於任務，「ADVENT」可一直調配部隊應對。另外，遊戲添加的另一功能是「化身計劃」，它是一個由外星人与「ADVENT」主導的研究項目，隨著時間的推移，如果它被完成的話遊戲將會強制結束。玩家可以通過破壞外星人研究設施或進行其他半隨機任務，來延遲這「炸彈」的爆炸時間。
與前作一樣，《XCOM 2》可以讓玩家自定義士兵的性格、名字、軍服和服裝。此外，可以自定的還有性別、國籍和武器。另外，付費下載「Resistance Warrior Pack」可獲得額外的自定義選項，而預購玩家則會免費取得該包。

## 開發
2015年5月18日，Take-Two Interactive在其年度收入報告中宣布將發行一款全新但仍未定名的3A遊戲。一星期後，他們推出了一個名叫「未來來臨」（Advent Future）的預告網站，它帶有一個意圖向公眾傳達「創造一個擺脫飢餓、痛苦、疾病和戰爭的世界」的公告——「管理來臨」（Advent Administration），但之後該網站透露該公告的發放者有更險惡的計劃。遊戲在2015年6月1日正式透過預告片的方式於IGN披露，而它的遊戲玩法則在2015年6月15日的E3 2015上揭示。另外，於前作《未知敵人》擔任創意總監的傑克·所羅門（Jake Solomon）亦回歸執導《XCOM 2》，他表示玩家對《未知敵人》的反饋對《XCOM 2》的開發起重大作用。
《XCOM 2》的背景設於「XCOM」未能擊敗外星人，令人類被逼隱匿的未來。在遊戲中，「XCOM」的科技水平不再與外星人的技術相當，因而需要用到「舊世代」的武器與其抗衡。玩家角色管理的基地是以於《UFO：未知敵人》出現的艦艇為名的外星移動運輸補給飛船「復仇者」（Avenger），但它也同時具有「XCOM」的抵抗力量。據所羅門所說，遊戲的創作過程是「受到遊戲玩法驅策的」結果Firaxis Games決定改變角色的類別並增加潛行玩法後便採用該設定。儘管遊戲引入潛行玩法，但要完成關卡也不能只用潛行或利用潛行來替代戰鬥。
程序化生成多個關卡的概念早在前作《未知敵人》中就被廢棄，因此Firaxis有理由相信這會對《XCOM 2》的銷情不利。同時，他們也認為這些以程序生成的物體與遊戲的氣氛不符，導致《XCOM 2》的所有地國大多都以人手製作。玩家們對人手地圖的反應大多是正面的，但也有一些玩家抱怨地圖會出現重複的情況，而為了解決這問題，Firaxis決定推出「繪製與分配系統」以減輕開發團隊的工作量。每個地圖都具有隨機生成的不同大小的洞穴，而裡面都有一些物體或建築物。Firaxis表示這些建築物都是可破壞的，而每創建一次該建築物對他們來說都要付出高昂的代價。除了背景物件外，遊戲還會隨機生成分支任務、敵方佈局、增援和多人地圖。
所羅門和遊戲製作人加斯·迪安吉利斯（Garth DeAngelis）都認為《未知敵人》缺乏對模組的支持，對開發團隊來說是一大遺憾，也因此《XCOM 2》對模組的支持大大擴增。另外，Firaxis亦在遊戲正式發行前發佈虛幻引擎開發套件版本，好讓玩家創建自己的內容。所羅門認為支持模組的創建對玩家和公司來說都是「雙贏」的局面，開發團隊覺得這樣可有效延長遊戲的壽命。而當Firaxis發現一個名叫《漫長戰役》的《未知敵人》的模組時，他們馬上了解到模型的變化潛力。之後，他們與Long War Studios（現為Pavonis Interactive）合作，為遊戲開發出多個模組。2017年1月19日，Pavonis Interactive正式發行《XCOM 2》專用的《漫長戰役2》。
在美術方面，開發團隊的靈感大致參考自《極樂世界》、《遺落戰境》和《銀翼殺手》等作品。而在設計遊戲的武器，人物和環境時，他應該是從一些科幻主題遊戲取材的。

## 發行
不同於《未知敵人》，《XCOM 2》最初是一款只於Steam上上架的PC獨佔遊戲，而不是一開始便在PC、主機和稍後於手機上發行。Firaxis Games表示這是公司汲取對PC遊戲開發經驗後的結果。此外Firaxis相信PC獨佔版本的形式有助於團隊為它引入新的功能，比如程序化的關卡，同時單一平台遊戲的開發工作亦較為簡單。《XCOM 2》支持遊戲手把，而該手把則於遊戲在Microsoft Windows、OS X和Linux上發行後發售。遊戲預定於2015年11月上市，但就在預定發售日期3個月前的28日，Firaxis宣佈《XCOM 2》會延遲至2016年2月5日發行，以允許他們進一步對遊戲作出改動。
《XCOM 2》於2015年9月10日開始接受預訂，預訂版會附贈補充包「反抗戰士包」（Resistance Warrior Pack）。2015年12月，Firaxis開始接受玩家對豪華版遊戲的預訂。儘管該版本的遊戲較原版價錢高，但豪華版之後會陸續包含3個下載包。它們分別是於2016年5月12日發行的「混亂之子」（Anarchy's Children）、「外星獵手」（Alien Hunters）和在同年6月30日發售的「沈的最後禮物」（Shen's Last Gif）。
2015年11月10日，由格雷戈里·凱斯所著的前傳小說《XCOM 2：復活》（XCOM 2: Resurrection）正式發行。
2016年6月7日，《XCOM 2》在北美地區的PlayStation 4和Xbox One平台上發布，澳洲和歐洲則分別於8日和9日發行。遊戲的主機版本由The Workshop開發，它的發售日期曾延誤到9月下旬，以讓開發團隊進一步完善遊戲。該版本於2016年9月27日在北美地區發行，而其他地區則在3天後。

## 擴充包
在E3 2017上，2K Games宣佈將發行《XCOM 2》的擴充包《XCOM 2：天選者之戰》，之後其發售日期被定為2017年的8月29日。

## 反應
| 汇总媒体   | 得分                                      |
| ---------- | ----------------------------------------- |
| Metacritic | （PC）88/100 （PS4）88/100 （XONE）87/100 |

| 媒体            | 得分              |
| --------------- | ----------------- |
| Destructoid     | 7/10              |
| 电子游戏月刊    | 7.5/10            |
| Game Informer   | 9.5/10            |
| Game Revolution | [ 39 ]            |
| GamesRadar+     | （PC） · （主機） |
| GameSpot        | 9/10              |
| IGN             | 9.3/10            |
| PC Gamer美国    | 94/100            |
| Polygon         | 8/10              |

Metacritic根據104條評論給PC版的《XCOM 2》88/100分，PS4版的分數與前者相同（28條評論），Xbox One版則為87/100分（17條評論），三者皆屬「大致正面評價」。評論家們多讚揚《XCOM 2》的新保密系統為遊戲增添了一層新的深度，以及不再以固定的模式程序化生成地圖。其他遭讚賞的還有遊戲的困難程度、新增的模組工具和對前作《未知敵人》舊功能的保留。批評方面則大多集中在遊戲發行初期的運行問題。
IGN的丹·斯特普爾頓（Dan Stapleton）給予《XCOM 2》9.3/10分，斯特普爾頓讚揚「遊戲的各種戰鬥皆有優良的戰術，開發團隊為其注入了足夠的隨機性，且短期之內不會顯老」但他同時指出遊戲存在頻繁故障的問題。2016年年終時，《XCOM 2》為IGN年度遊戲的12個被提名人之一。Game Informer的本·里維斯（Ben Reeves）給出9.5/10分，他覺得地球人的抵抗或許沒用，但《XCOM 2》還是非常有趣。Destructoid的尼克·羅文（Nic Rowen）則給予遊戲7/10分，他形容「《XCOM 2》的內容紮實，絕對有玩家支持。它可能有一些難以忽視的錯誤，但整個遊戲經歷仍然很有趣。」
在Steam上發售的首週，《XCOM 2》總共賣出超過五十萬份。

### 提名獎項
| 年份   | 獎項           | 類別         | 結果 | 來源          |
| ------ | -------------- | ------------ | ---- | ------------- |
| 2016年 |                | 年度最佳遊戲 | 提名 | [ 50 ] [ 51 ] |
| 2016年 | 年度電腦遊戲   | 提名         |      | [ 50 ] [ 51 ] |
| 2016年 | 全球電子遊戲獎 | 最佳科幻遊戲 | 提名 | [ 52 ]        |
| 2016年 | 全球電子遊戲獎 | 最佳策略遊戲 | 提名 | [ 52 ]        |
| 2016年 | 全球電子遊戲獎 | 年度最佳遊戲 | 提名 | [ 52 ]        |
| 2016年 | 遊戲大獎       | 最佳策略遊戲 | 提名 | [ 53 ]        |

## 外部連結
- 官方网站